# Павуколов бурий
Павуколов бурий (Arachnothera juliae) — вид горобцеподібних птахів родини нектаркових (Nectariniidae). Ендемік Калімантану. Вид названий на честь британського натураліста Джона Вайтгеда.

## Опис
Довжина птаха становить 16.5-18 см, вага 15,5-16,5 г. Виду не притаманний статевий диморфізм. Забарвлення бурого павуколова відрізняється від забарвлення решти представників роду Arachnothera. Воно переважно буре, поцятковане білими плямками. На голові і на нижній частині тіла переважає білий колір. Гузка лимонно-жовта. Дзьоб чорний, довгий і вигнутий.

## Поширення і екологія
Бурі павуколови поширені в індонезійській провінції Північний Калімантан та в малайзійських штатах Саравак і Сабах. На відміну від інших павуколовів, які живуть в рівнинних лісах, бурі павуколови живуть в гірських тропічних і хмарних лісах. Зустрічаються на висоті від 930 до 3000 м над рівнем моря.

## Поведінка
Бурі павуколови живуть поодинці, парами або невеликими зграйками до 5 птахів. Живляться комахами, павуками, дрібними ягодами і нектаром. Гнізда розміщуються серед епіфітів і моху.